# Morden, Manitoba
Morden är en ort i Kanada.   Den ligger i provinsen Manitoba, i den sydöstra delen av landet, 1 700 km väster om huvudstaden Ottawa. Morden ligger 306 meter över havet och antalet invånare är 6 395.
Terrängen runt Morden är platt. Närmaste större samhälle är Winkler, 11,7 km öster om Morden.
Trakten runt Morden består till största delen av jordbruksmark. Runt Morden är det mycket glesbefolkat, med 5 invånare per kvadratkilometer.